# Selitrichodes globulus
Selitrichodes globulus is een vliesvleugelig insect uit de familie Eulophidae. De wetenschappelijke naam is voor het eerst geldig gepubliceerd in 2009 door La Salle & Gates.